# Gjelbreen
Der Gjelbreen (norwegisch für Schluchtgletscher) ist ein 28 km langer Gletscher im ostantarktischen Königin-Maud-Land. Im Gebirge Sør Rondane wird er zwischen Steilen Kliffs des Lunckeryggen und des Mefjell eingefasst.
Norwegische Kartografen, die ihn auch deskriptiv benannten, kartierten ihn 1957 anhand von Luftaufnahmen, die bei der US-amerikanischen Operation Highjump (1946–1947) entstanden waren.